# Gig Harbor

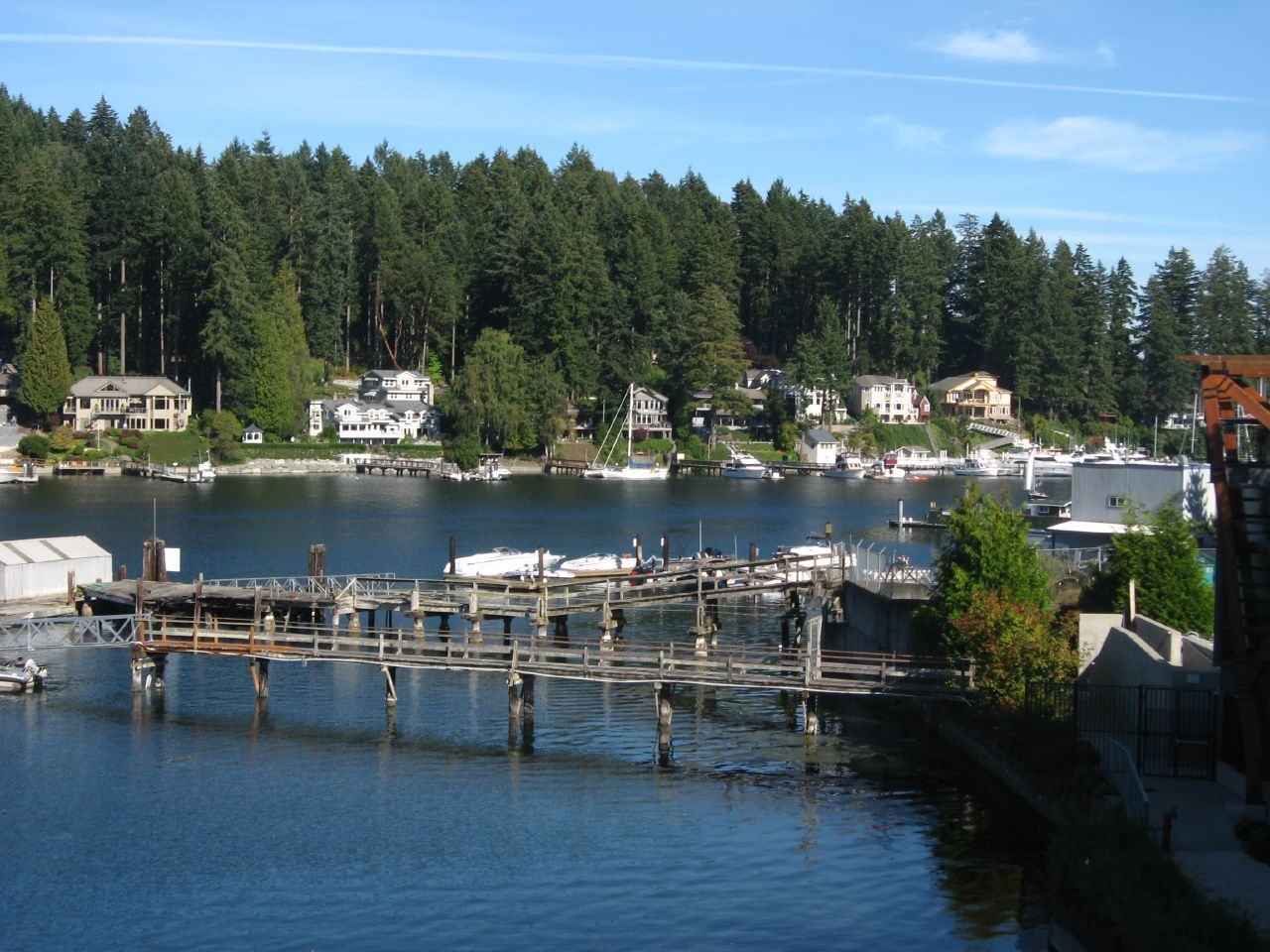
Pohled na záliv, který město obklopuje.

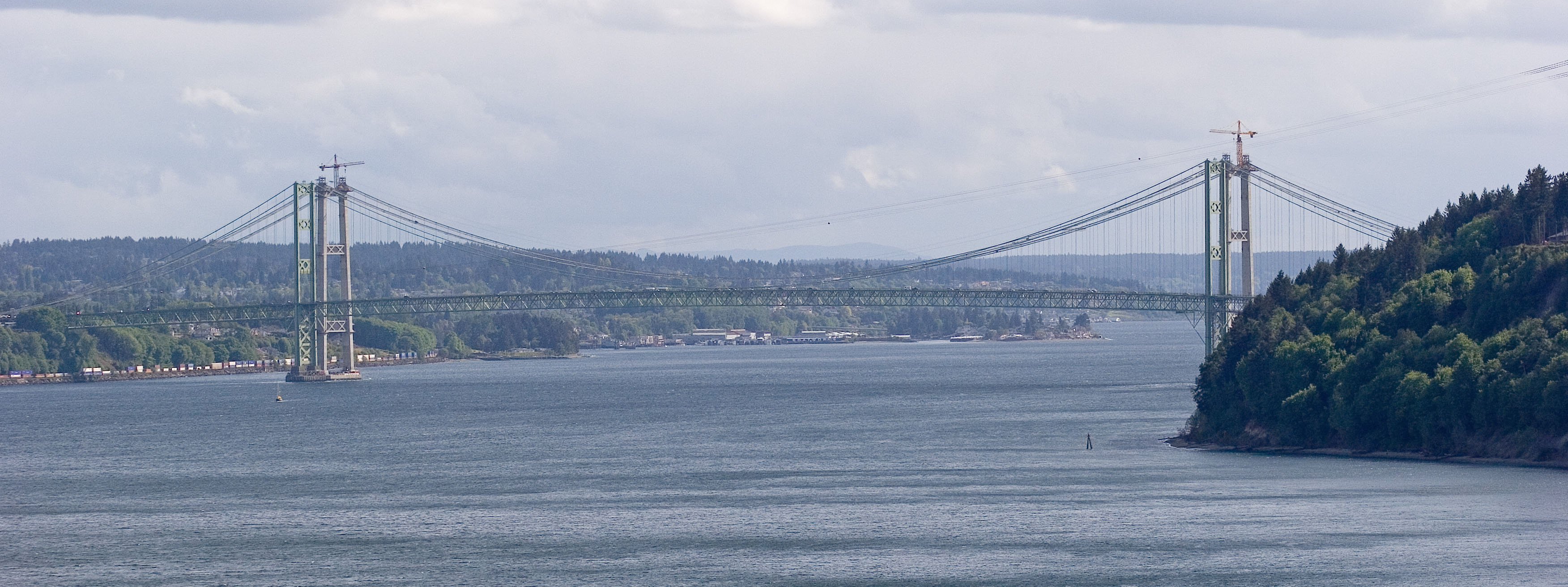
Most Tacoma Narrows Bridge, díky němuž je městská ekonomika v nynějším stavu.

Gig Harbor je část Pugetova zálivu a město, jenž leží na jejím pobřeží, v okrese Pierce, v americkém státě Washington. V roce 2010 zde žilo 7 126 obyvatel.
Jedná se o jedno z několika měst, jenž se prohlašují „bránou na Olympijský poloostrov“. Díky snadnému přístupu k několika státním parkům a svému historickému pobřeží se také stalo populární turistickou destinací. Město se nachází na silnici Washington State Route 16, jenž jej spojuje s mezistátní dálnicí Interstate 5 prostřednictvím mostu Tacoma Narrows Bridge. Nedávno zde byl realizován projekt zdvojení tohoto mostu, díky čemuž lze odsud do Tacomy dorazit za pouhých pět minut a do Seattlu za necelou hodinu.

## Historie
Při ohromné bouři v roce 1840 se kapitán Charles Wilkes na své expedici rozhodl se svým člunem (angl. Captain's gig) zakotvit na pobřeží dnešního města, kde si postavil přístřešek. Později toto místo vyznačil na svých mapách teritoria Oregon, kde jej pojmenoval Gig Harbor.
V roce 1867 přišel na zdejší území osadník Samuel Jerisich, povoláním rybář, společně s mnoha dalšími imigranty z Norska, Švédska a Chorvatska. V roce 1888 osadu zmapoval a rozdělil na parcely Alfred M. Burnham.
Osada se později oficiálně začlenila jako město v červenci 1946. Ještě předtím vládlo zdejší ekonomice komerční rybářství, stavba lodí a těžba dřeva, s postavením mostu Tacoma Narrows Bridge v roce 1940 se to ale změnilo. V době před mostem poskytovalo navíc nejlepší přístup na poloostrovní město z pevniny parníkové spojení s Tacomou. To vzniklo roku 1836, rozrostlo se a nakonec získalo název Komáří flotila. Automobilem nebo na koni se mohli obyvatelé Tacomy či Seattlu dostat do města jedině dlouhou oklikou přes nejjižnější části Pugetova zálivu a okolo Hammerslyho zátoky. Radost z kratšího suchozemského spojení ale netrvala dlouho, jelikož most krátce po svém dokončení spadl. Kvůli soustředění financí na 2. sv. válku nebylo možno most znovu postavit, místo toho zde začalo fungovat trajektové spojení, které převáželo i vozidla. Zbytky trajektového doku v Gig Harboru jsou stále viditelné na jihovýchodním konci ulice Harborview Drive. Dok a jeho okolí bylo přeměněno v městský park odkud mohou návštěvníci pozorovat Kaskádové pohoří včetně Mount Rainier.
Po dokončení druhého mostu v roce 1950 se město začalo rychle rozvíjet jako předměstí Tacomy. Nejprve zažilo město růst díky přílivu obyvatel z Tacomy, kteří toužili po zelenějších čtvrtích a pozemcích při pobřeží poloostrova. Bývalé víkendové chalupy se staly stálými bydlištěmi lidí dojíždějících do Tacomy za prací, po celé části poloostrova se začínaly stavět středně velké domy. V 80. a 90. letech se také rozvinul obchod podél Washington State Route 16, jenž městem prochází, čímž se přesunulo ekonomické centrum města z centra skutečného. Po nějakou dobu se vůdcům města nedařilo kombinovat růst města se zachováním jeho původního charakteru. Časem se ale rozhodlo anektovat okolní venkovské území, které přeměnilo v hustě zastavěné komerční nebo rezidenční čtvrtě. Tím byl sice zničen venkovský charakter okraje města, ale zároveň bylo ochráněno historické centrum města, jenž si nadále zachovává svůj původní charakter. Ten byl podporován místními obchodníky už od 70. let, jelikož v něm viděli turistický potenciál; turismus se časem stal jedním z hnacích mechanismů městské ekonomiky. Nyní je centrum velice aktivní částí města pro turisty, nabízí obchody, restaurace a rekreační zařízení. Poslední nezastavěná část pobřeží centra města, která se nacházela v jeho jižní části, se nedávno stala sídlem společnosti Russell Foundation.
V dnešní době stále není ve městě mnoho průmyslových objektů, ačkoli zde v minulosti existovaly závody stavící lodě. V této tradici pokračuje už jen společnost Gig Harbor Boatworks stavějící veslice nebo plachetnice v klasickém stylu, ale moderními materiály. Na severu zálivu, na jeho břehu město leží, ještě nedávno stavěla lodě společnost Tiderunner Boats. Historická loděnice Skansie je nyní opravnou pro jachty, loděnice Glein/Eddon byla nedávno zakoupena městem, jenž z ní chce udělat muzeum.
Komerční rybaření má ve městě stále velkou kulturní úlohu, ale už není tolik důležité pro zdejší ekonomiku, mnoho rybářských lodí stále nazývá Gig Harbor svým domovským přístavem. Většina z nich ale neprofituje z vod Pugetova zálivu, ale místo toho se vydává v létě na sever k pobřeží Aljašky. Zachován je stále obřad požehnání flotily, ke kterému se každý první víkend v červnu schází celá místní flotila uprostřed zálivu. Kvůli ubývajícím přítomným rybářským lodím se jej nyní mohou zúčastnit i jachty, což ubírá jeho autentičnosti, ale pomáhá jeho viditelnosti.
Most Tacoma Narrows Bridge byl v červenci 2007 zdvojen, čímž byla zdvojnásobena i jeho kapacita. S tím město čekají nové ekonomické výhody a výzvy.

## Atrakce
Jerisich Park a Skansie Brothers Park jsou dva přilehlé travnaté parky s lavičkami a zastřešeným pavilonem pro městské akce. Nachází se v nich také bronzová socha rybáře nesoucího svůj úlovek. Postavena byla na počest městských rybářů, především těch, kteří ztratili na moři život. V parcích se konají různé akce a festivaly, například rozsvěcování vánočního stromečku, obřad požehnání flotily, hudební koncerty nebo umělecké výstavy. Na pobřeží parku je pak veřejné kotviště, které může kdokoli zdarma použít, avšak na omezený čas.
Při ústí zálivu je veřejnosti otevřená malá písečná kosa, na které se nachází miniaturní maják s červeným světlem varujícím lodě před mělkou vodou. Kosa je veřejně přístupná, ale je obtížné, se na ní dostat.
Městský park, někdy také zvaný Crescent Creek Park, poskytuje prostor pro různé aktivity, ale především je navržen pro větší skupiny a rodiny. Nachází se zde dětské hřiště, baseballové hřiště, basketbalové hřiště a tenisové kurty. Vedle parku protéká potok Crescent Creek, kolem nějž vede krátká naučná stezka o ochraně vodních toků. Dále se v parku nachází piknikový přístřešek se zdrojem pitné vody a dřevěnými pecemi. Park je populární především v létě pro rodinná setkání, pikniky nebo skupinová setkání.
V roce 2012 bylo město vyhlášeno časopisem Smithsonian Magazine pátým nejlepším malým americkým městem pro život.

## Vzdělávání
Město patří do školního okrsku Peninsula a nachází se v něm střední školy Gig Harbor High School a Peninsula High School.

## Klima
| Gig Harbor. WA – podnebí    | Gig Harbor. WA – podnebí | Gig Harbor. WA – podnebí | Gig Harbor. WA – podnebí | Gig Harbor. WA – podnebí | Gig Harbor. WA – podnebí | Gig Harbor. WA – podnebí | Gig Harbor. WA – podnebí | Gig Harbor. WA – podnebí | Gig Harbor. WA – podnebí | Gig Harbor. WA – podnebí | Gig Harbor. WA – podnebí | Gig Harbor. WA – podnebí | Gig Harbor. WA – podnebí |
| Období                      | leden                    | únor                     | březen                   | duben                    | květen                   | červen                   | červenec                 | srpen                    | září                     | říjen                    | listopad                 | prosinec                 | rok                      |
| --------------------------- | ------------------------ | ------------------------ | ------------------------ | ------------------------ | ------------------------ | ------------------------ | ------------------------ | ------------------------ | ------------------------ | ------------------------ | ------------------------ | ------------------------ | ------------------------ |
| Průměrné denní maximum [°C] | 8                        | 10                       | 13                       | 16                       | 19                       | 22                       | 24                       | 25                       | 22                       | 16                       | 11                       | 8                        | 16                       |
| Průměrné denní minimum [°C] | 2                        | 2                        | 4                        | 6                        | 8                        | 11                       | 13                       | 13                       | 11                       | 7                        | 4                        | 2                        | 7                        |
| Průměrné srážky [mm]        | 137                      | 113                      | 106                      | 73                       | 51                       | 40                       | 22                       | 21                       | 36                       | 86                       | 155                      | 150                      | 990                      |
| [zdroj?]                    |                          |                          |                          |                          |                          |                          |                          |                          |                          |                          |                          |                          |                          |

## Demografie
V roce 2010 Gig Harbor obývalo 7 126 obyvatel, z nichž 90 % tvořili běloši, 2 % Asiaté a 1 % Afroameričané. 6 % obyvatelstva bylo hispánského původu.